# THE BIG BAND!!
THE BIG BAND!!（ザ・ビッグバンド!!）は、日本のロックバンド。

## メンバー

### 活動休止時のメンバー[2]
- DJ DRAGON（ヴォーカル、MC）
- いしだ壱成（ヴォーカル、クラベス&キーボード）
- 石井オサム（ギター）

2003年に結成された音楽ユニット「トウスケプロジェクト」のメンバーとして活動。
- ユージン（DJ）

父はミッキー・カーチス。
- アフロ（ドラムス）

活動休止後の1999年、元SWITCHの濱野泰政、永田"zelly"健志、レコーディング・エンジニアの立川眞佐人と共に「シャープ兄弟」を結成。
- マチダ（ベース）

THE BIG BAND!!での活動と並行しながらCarmineのベーシストとしても活動。

### 旧メンバー
- 武田真治（サックス）

1995年脱退。
- 高橋学
- 桜井GOU

## 概要
1992年、DJ DRAGONと高橋学、桜井GOUの3人で結成。同年11月、いしだ壱成、武田真治が加入。
その後メンバー変遷を経て、1994年にバンドスタイルになる。
1996年9月、wea japanから1stシングル「SPEED MASTER ANTHEM -TOKYO HOT ROD STYLEE-」でデビュー。レーベル内でシングル4枚、アルバム1枚をリリース。
1998年、メンバーの麻薬所持が発覚し、活動休止。

## タイアップ一覧
| 使用年 | 曲名         | タイアップ                                                   |
| ------ | ------------ | ------------------------------------------------------------ |
| 1996年 | HOT ROD!!96% | テレビ朝日系『mew』オープニングテーマ                        |
| 1996年 | Who's gone?  | テレビ朝日系『リングの魂』オープニングテーマ                 |
| 1997年 | Sugar Babys  | テレビ朝日系『NBA FAST BREAK』エンディングテーマ             |
| 1997年 | AHAHA!       | 日本コカ・コーラ「’97コカ・コーラ ナガノ・ドリーム」CMソング |

## メディア出演

### テレビ
- TK MUSIC CLAMP（1997年1月30日、フジテレビ）
- LOVE LOVE あいしてる（1997年2月15日、フジテレビ）

## 主なライブ出演
- FM802 & SPACE SHOWER TV presents SWEET LOVE SHOWER 1998 SPRING（1998年）